# Starosiele (rejon janowski)
Starosiele (biał. Стараселле, Starasielle; ros. Староселье, Starosielje) – wieś na Białorusi, w obwodzie brzeskim, w rejonie janowskim, w sielsowiecie Soczewki, nad Niesłuchą.

## Historia
W XIX i w początkach XX w. uroczysko położone w Rosji, w guberni grodzieńskiej, w powiecie kobryńskim, w gminie Drużyłowicze.
W dwudziestoleciu międzywojennym leżało w Polsce, w województwie poleskim, w powiecie drohickim. Skorowidz miejscowości Rzeczypospolitej Polskiej opisujący stan z 1921 nie wymienia Starosiela jako osobnej miejscowości. Miejscowość nie pojawia się również na mapie Wojskowego Instytutu Geograficznego z 1926, choć w jej miejscu zaznaczone są zabudowania. Nazwa Starosielje pojawia się na mapie Wojskowego Instytutu Geograficznego z 1930.
Po II wojnie światowej w granicach Związku Sowieckiego. Od 1991 w niepodległej Białorusi.